# Kor Royal Cup 2016
Der Kor Royal Cup 2016 (thailändisch ฟุตบอลถ้วยพระราชทาน 2559) war die letzte offizielle Ausspielung des Wettbewerbs und wurde am 20. Februar 2016 zwischen dem thailändischen Meister Buriram United sowie dem FA Cup Sieger Muangthong United ausgetragen. Das Spiel fand im Suphachalasai Stadium in der thailändischen Hauptstadt Bangkok statt. Buriram United gewann das Spiel mit 3:1.

## Spielstatistik
| Paarung           | Buriram United – Muangthong United |
| Ergebnis          | 3:1 (1:0) |
| Datum             | 20. Februar 2016 um 18:30 Uhr |
| Stadion           | Suphachalasai Stadium, Bangkok |
| Schiedsrichter    | Teetichai Nualjan |
| Tore              | 1:0 Diogo (14.) 2:0 Andrés Túñez (68., Elfmeter) 2:1 Adisak Kraisorn (78.) 3:1 Jakkaphan Kaewprom (78.) |
| Buriram United    | Siwarak Tedsungnoen – Andrés Túñez, Koravit Namwiset, Chitipat Tanklang – Suchao Nuchnum (46. Adul Lahsoh), Go Seul-ki, Theerathon Bunmathan, Jakkaphan Kaewprom, Anawin Jujeen (81. Suree Sukha) – Diogo, Kaio (75. André Moritz) Cheftrainer: Alexandre Gama ( Brasilien)                      |
| Muangthong United | Kawin Thammasatchanan – Peerapat Notchaiya, Fabrício, Naoaki Aoyama (47. Suphan Thongsong), Atit Daosawang – Sarach Yooyen, Tanaboon Kesarat, Chanathip Songkrasin, Thitipan Puangchan (79. Kasidech Wettayawong) – Júnior Negrão (55. Adisak Kraisorn), Cleiton Silva Cheftrainer: Tawan Sripan |
| Gelbe Karten      | Suchao Nutnum (41.), Go Seul-ki (45.+2'), Diogo Luís Santo (82.), Jakkaphan Kaewprom (88.) – Atit Daosawang (37.), Sarach Yooyen (45.+1'), Peerapat Notchaiya (65.), Tanaboon Kesarat (76.) |

### Auswechselspieler
| Auswechselspieler | Auswechselspieler |
| --- | --- |
| Buriram United | Muangthong United |
| - Yotsapon Teangdar - Sathaporn Daengsee - Adul Lahsoh ▲ (46.) - André Moritz ▲ (75.) - Nukoolkit Krutyai - Suree Sukha ▲ (81.) - Nattapon Malapun - Chaowat Veerachat - Anan Buasang | - Ittikorn Kansrang - Visanusak Kaewruang - Piyaphon Phanichakul - Datsakorn Thonglao - Teerasil Dangda - Adisak Kraisorn ▲ (55.) - Seksit Srisai - Wasan Samarnsin - Chananan Pombuppha - Kasidech Wettayawong ▲ (79.) - Suphan Thongsong ▲ (47.) - Peeradon Chamratsamee - Chaiyawat Buran - Wattana Playnum |